# Crause

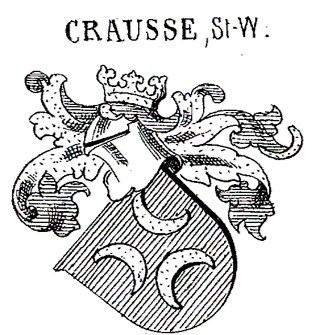
Stammwappen derer von Crause

Crause (auch Crauss, Crausse, Crausen, Cruse o. ä.) ist der Name eines westfälischen Adelsgeschlechts.

## Geschichte
Bei der Familie handelt es sich ursprünglich um ein Mindener Stadtgeschlecht, das schon im 14. Jahrhundert mindensche Lehen vor der Stadt besaß (urkundl. 1317, 1329, 1331), u. a. die Mühle zu der Cronlage (1375). Vom 16. Jahrhundert an war das Geschlecht auch im Fürstentum Calenberg begütert: Ibbenstedt (1571–1772), Kirchrode (1770), Pattensen (1639–1777), Schliekum (1571) und Velber (1639–1741). Anfang des 17. Jahrhunderts wurde Hans Georg Crausen auf Pattensen im Fürstentum Calenberg geadelt. Um 1700 kam Johann Rudolf von Crause (1673–1741), Sohn von Jacob Andreas von Crause (1639–1680) auf Velber, Burgsasse zu Pattensen, und Catharina Elisabeth von Borries (1666–1711), mit Wilhelmine Luise von Sachsen-Meiningen, Herzogin von Bernstadt und Juliusburg, nach Schlesien, wo er Güter in den Kreisen Oels (Allerheiligen (1700–1741) und Sechskiefern (1700–1772)) und Polnisch Wartenberg (Schönwalde (1700–1741)) erwarb.
Am 22. Januar 1734 wurde Johann Rudolf von Crause, fürstlich-württembergisch-oelnischer Regierungsrat und später Landeshauptmann, Herr auf Allerheiligen, Schönwalde und Sechskiefern, der Böhmische Freiherrenstand erteilt. Er war mit Charlotte Christiane Freiin von Stein zum Altenstein (1685–1756) verheiratet. Aus der Ehe stammen zwei Söhne und sechs Töchter. Der jüngere Sohn, Ernst Ludwig von Crause (* 1726) blieb in kaiserlich-königlichen Kriegsdiensten. Der Ältere war Karl Wilhelm von Crause (1714–1772), herzoglich württembergisch-oelnischer Stallmeister, Oberhofmeister und Geheimrat, Herr auf Allerheiligen etc., Schriftsteller und Freund von Christian Fürchtegott Gellert. Karl Wilhelm von Crause war der Letzte im Mannesstamm. Aus seiner Ehe mit Henriette Christiane von Siegroth (1719–1787) hinterließ er drei Töchter: Johanna Friederike († 1800), vermählt mit dem Geheimen Staatsminister von Massow auf Steinhöfel, Sophie Karoline, vermählt mit Wilhelm Karl von Dyhrn-Schönau (1749–1813), und Charlotte, vermählt mit dem Oberst von Polnikau auf Großzschocher.

## Wappen
- Blasonierung des Stammwappens: In Blau drei (2:1) goldene Halbmonde, die oberen mit den Spitzen nach außen, der untere abwärts gerichtet. Gekrönter Helm mit blau-goldenen Helmdecken.[5] Die Helmzier ist nicht bekannt.
- Blasonierung des Freiherrenwappens von 1734: Geviert. In den Feldern 1 und 4 in Blau drei (2:1) goldene Halbmonde, die oberen mit den Spitzen nach außen, der untere abwärts gerichtet; in den Feldern 2 und 3 in Schwarz ein goldener einwärtsgekehrter Greif, in den Pranken eine silberne Halskrause haltend. Auf dem gekrönten Helm zwischen zwei Büffelhörnern, rechts blau, links golden, die Halskrause. Die Helmdecken sind blau-golden und schwarz-golden.[6][7]
Abweichend berichtet Ernst Heinrich Kneschke für die Felder 2 und 3: „in Blau ein, einen grünen Kranz haltender, goldener Löwe.“[8][9]

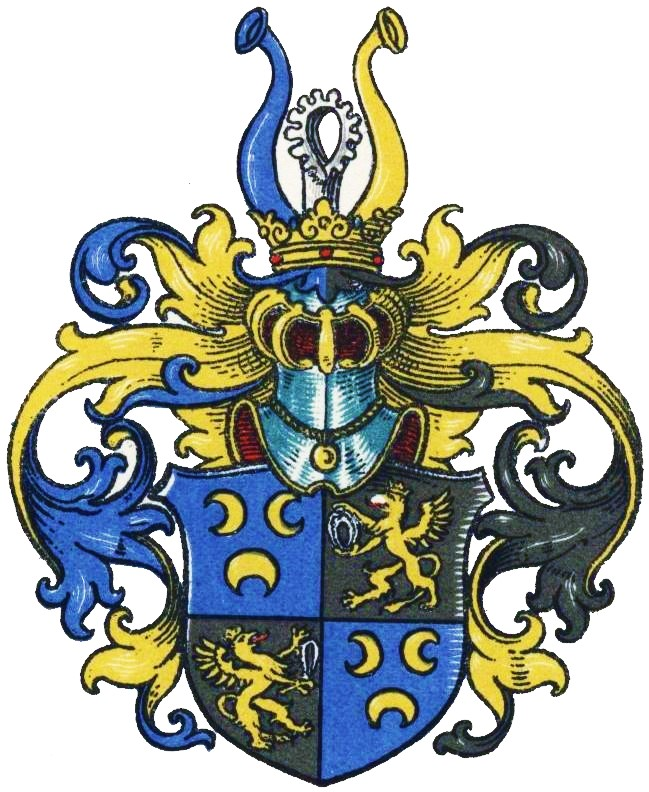
Freiherrenwappen derer von Crause im Wappenbuch des Westfälischen Adels
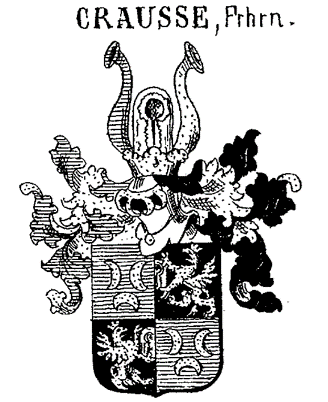
Freiherrenwappen derer von Crause bei Siebmacher